# Франсуа Блондель
Франсуа́ Блонде́ль, повне ім'я Нікола Франсуа Блондель (фр. Nicolas-François Blondel; 15 червня 1618 — 21 січня 1686) — французький математик, військовий інженер, дипломат, відомий теоретик французької архітектури, архітектор-практик.

## Життєпис

### Парадокси Блонделя
Він не був при житті надто популярним архітектором — були значно відоміші за нього — Франсуа Мансар, Клод Перро, Луї Лево). Франсуа Блондель перш за все математик, дипломат і військовий інженер. Його військовий фах відобразили і його трактати — «Майстерність бомбардування», «Новий засіб фортифікації міст». Як військовий, він був безпосередньо пов'язаний з руйнаціями міських укріплень і фортець, мав навіть звання фельдмаршала, але залишився в історії як архітектор і відомий теоретик-будівник.
Майже постійні подорожі, дальні відрядження (був навіть у Москві), праця адміністратора відволікали його від архітектурної практики. Тому залишив після себе небагато будівель. Але неможливо обійти Франсуа Блонделя як теоретика французької архітектури 17 століття, ідеї якого зберегли свіжість і вартість донині.

### Батько і син математики
Місце народження Франсуа Блонделя невідоме, можливо, це Рібмон.
Франсуа походить з родини професора математики. Батько зробив усе можливе, аби прищепити сину повагу до математики і досяг успіхів в цьому. Блондель багато займався геометрією і за наукові досягнення у 1669 р. був обраний в Королівську академію наук. Знав декілька мов.

### Інженерна справа і дипломатія

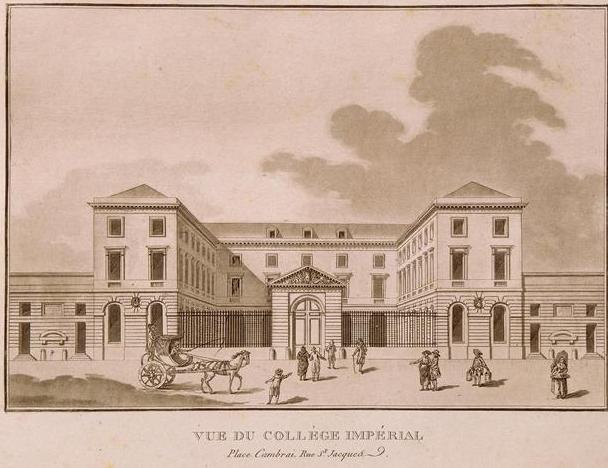
Фасад Колеж де Франс

Довгий час був військовим інженером, в молоді роки брав участь у Тридцятилітній війні. Його здібності і освітченість були помічені кардиналом Рішельє і той перевів його на дипломатичні посади, завдяки яким Блондель був в Португалії,Іспанії, Італії. Це не завадило Блонделю, наприклад, воювати з іспанцями в Неаполі. Невисоке походження примушувало братися за педагогічну діяльність — він був викладачем і вихователем при сині гос. секретаря іноземних справ Франції Ламоньє де Брієні. Завдяки цьому зробив разом з ним освітній тур (післяосвітню подорож). Маршрут подорожі вражає : Безансон — Базель — Майнц — Гаага — Любек - Кіль — Данія — Швеція , Стокгольм  — Рига — Краків — Відень — Прага — Рим — Флоренція — Тулон. Трохи пізніше його візьме вихователем до свого сина сам могутній міністр Кольбер. З 1656 р. він викладав математику в Колеж де Франс, але дипломатичні доручення і подорожі відволікають від викладацької діяльності. Новий володар Франції, кардинал Мазаріні, послав його в нову дипломатичну подорож і окрім Туреччини, Німеччини, Польщі, Блондель побуває в Московії. Скрізь він вивчає фортеці, так, в Московії він помітив побудову фортець на голландський зразок, бо московити на той час підтримували тісні зв'язки саме з Голландією.

### Адміністратор і архітектор

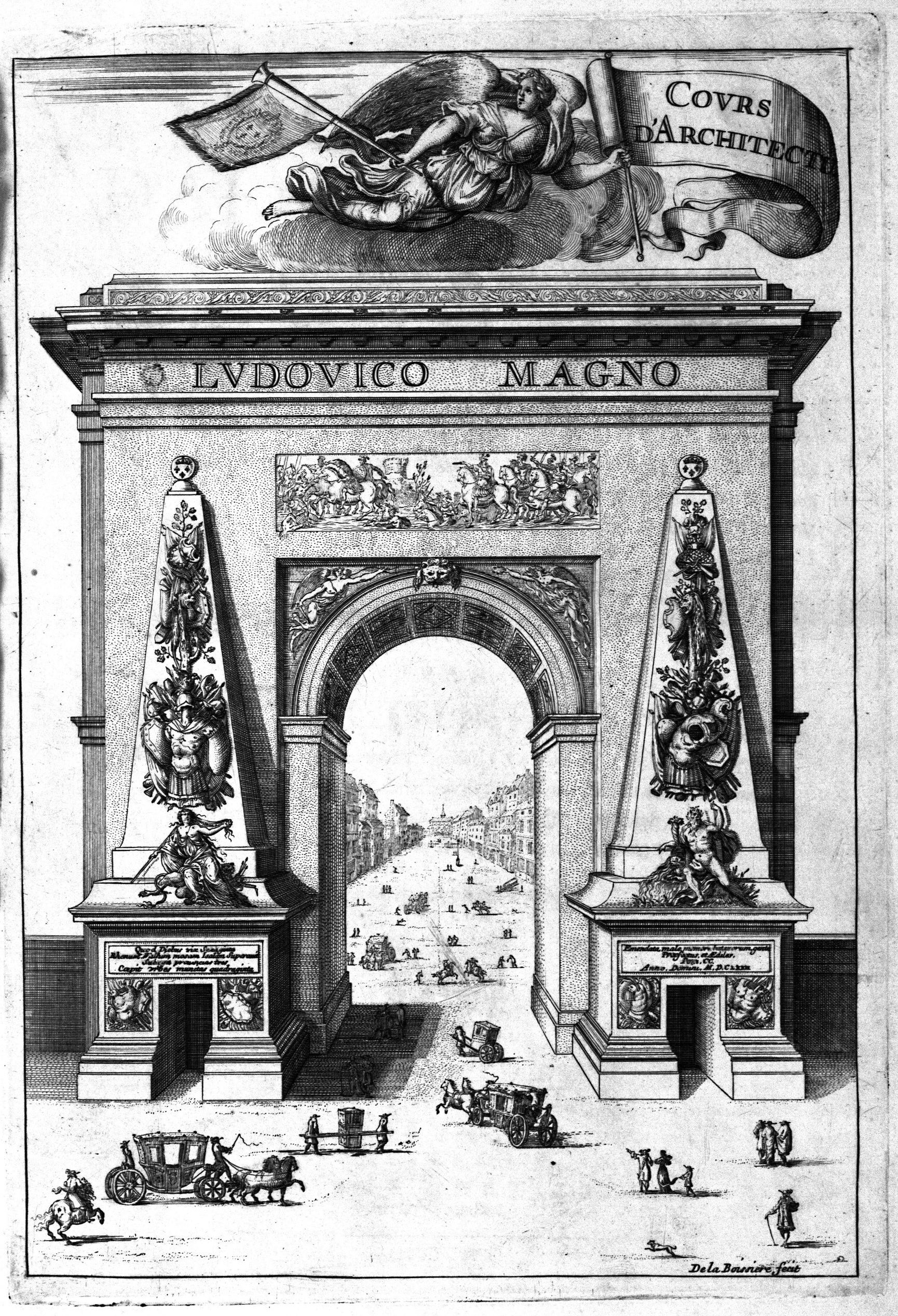
Брама Сен Дені в Парижі. Фронтіспіс книги Блонделя «Курс архітектури», 1698 р.

1665 р. його вперше, досить пізно, використовують як архітектора в порту Рошфор. Саме Блондель займався декоруванням Парижа, не один, а з архітектором П'єром Буллє. Вони займалися міськими брамами Парижа — Сен Антуан, Сен Дені і Сен Бернар (браму Сен Дені можна бачити і тепер).
З 1671 р. його призначили професором і директором Королівської академії архітектури, щойно заснованої в Парижі.
Жорсткий королівський контроль за діяльністю низки академій Франції ще не скував ініціативи дослідників і професорів. А їх успіхи, нехай і використані на зміцнення королівської влади, принесли користь і розвитку наук і мистецтв. Розвинута математична школа Франції 17 століття, досягнення в живопису, гравюрі, архітектурі, садівництві — підтвердження тому. Щоправда, могутні таланти країни в садівництві (Андре Ленотр), живопису (Ніколя Пуссен, Луї Лєнен, Жорж де ла Тур), архітектурі (Луї Лево, Франсуа Мансар, Жак Буйє де Блуа) сформувалися задовго до заснування багатьох академій. Але з їх виникненням почався процес систематизації знань, вивчення зробленого як античними, так і сучасними майстрами, був поштовх до теоретичних пошуків, до досить швидкого втілення теоретичних настанов в реальність. Художня ініціатива в Європі швидко переходить тепер від Італії до Франції і зберігатиме свій характер найближчі 300 років.

### Заклик до самобутності

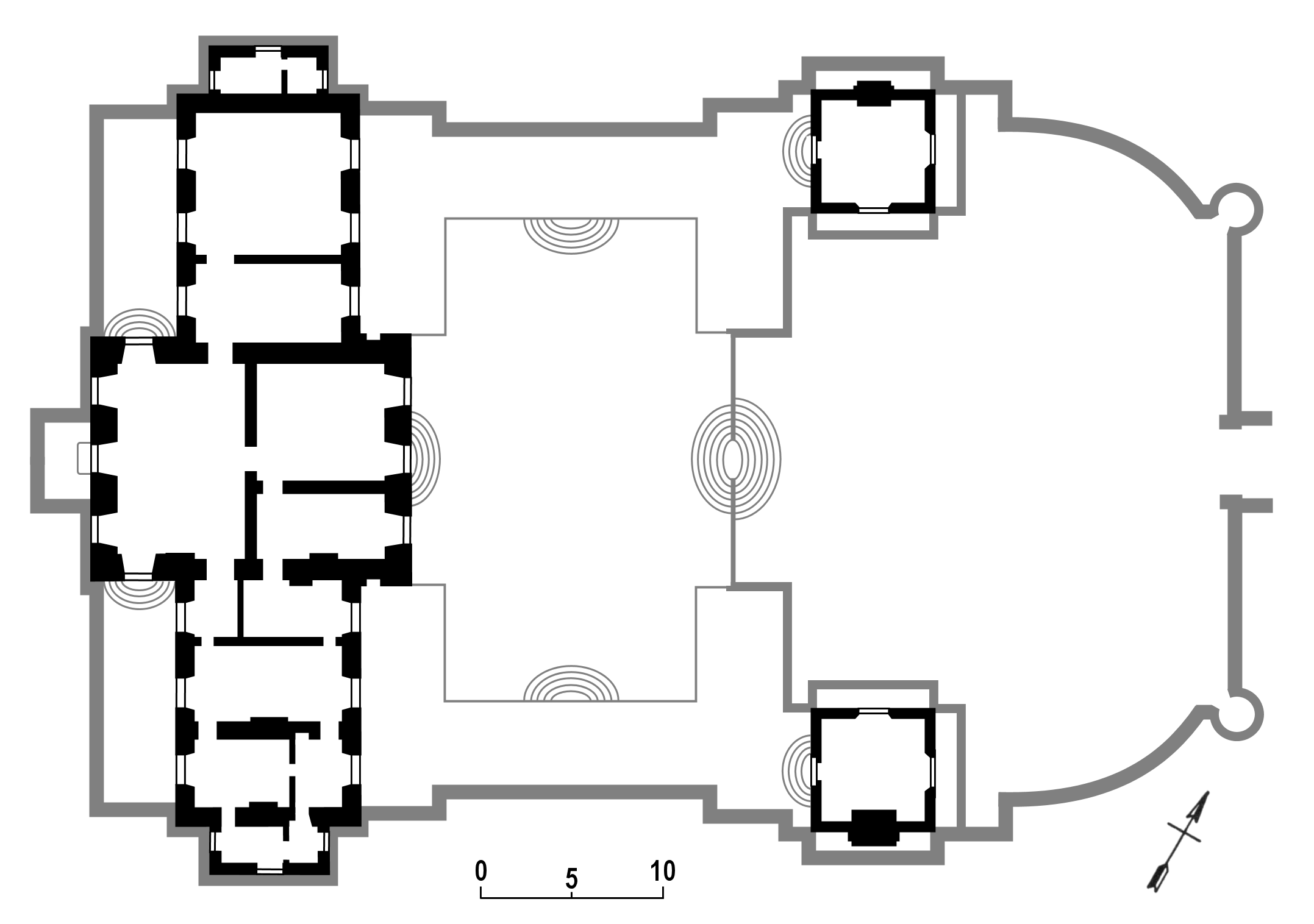
План замку Бельруа, спроектованого Мансаром в 17 столітті.

До теоретичних питань звернувся і Франсуа Блондель. До цього спонукали і нова посада (директор Академії архітектури), і вік (йому 53), і багатий власний досвід математика, дипломата, інженера. Блондель, ясна річ, спирався на досвід і своїх видатних сучасників, цілком поділяючи думку не архітектора, а письменника Шарля Перро, «аби розум попередників надихав нас, але без некритичного копіювання. Їх досвід потрібен лише для навчання самостійно мислити, а не робитися копіїстами їх настанов і досягнень» (вільний переклад).
Місце цитатам:

| Є люди, що находять пропорції в усіх античних будівлях, тоді як в них не було тих пропорцій, а було лише наближення до них. |
Критичне сприйняття античного досвіду у Блонделя йде ще далі. Він закликає до самобутності, відкидаючи авторитет античних митців, якщо це перешкоджає розвитку тогочасної архітектури Франції. Йде заклик до створення нової національної архітектури з новими її якостями, невідомими ні в Стародавній Греції, ні в Римі : 
| Архітектуру Франції слід розвивати таким чином, щоби не тільки зрівнятися з досягненнями античності, але й перевищити їх і зробити такими, якими вони не були ні в Греції, ні в Римі. |
Справедливість слів Блонделя підтвердять пізніші дослідники. Підрахунки показали, що лише за період з 1050 по 1350 роки у Франції було побудовано
- 80 (вісімдесят) великих соборів,
- 500 готичних церков,
- десятки тисяч фарних храмів. На їх побудову пішло більше буд. матеріалів, ніж на побудову пірамід в Стародавньому Єгипті. Архітектура середньовічної Франції вже тоді перевищувала і обсяги будівництва античності, і ще тоді стала не такою, як в Греції, чи в Римі.

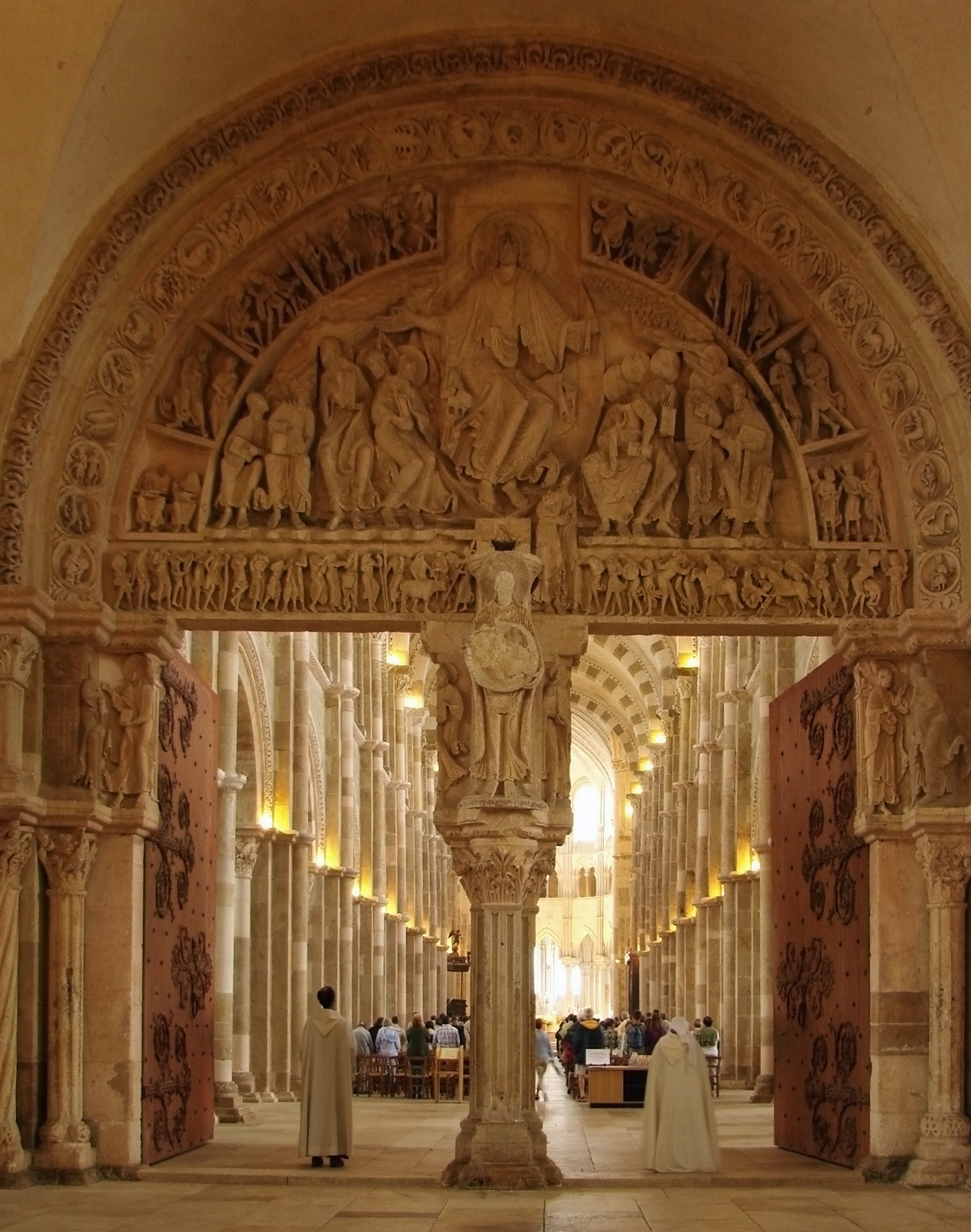
Базиліка Марії Магдалини в Везеле, центральний вхід
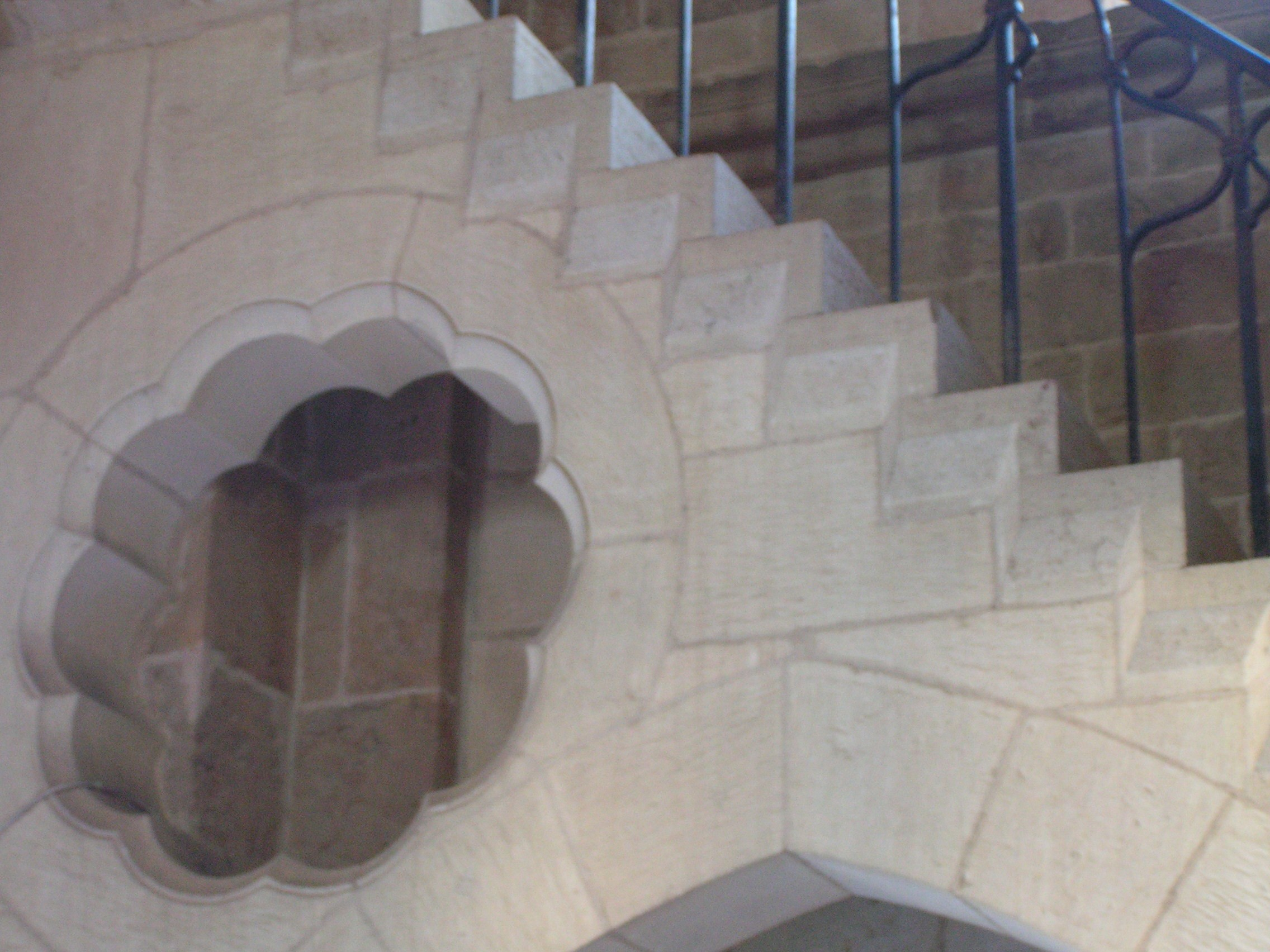
Дірка-квітка в опорі сходинок заради полегшення конструкції. Базиліка Марії Магдалини в Везеле, Франція.
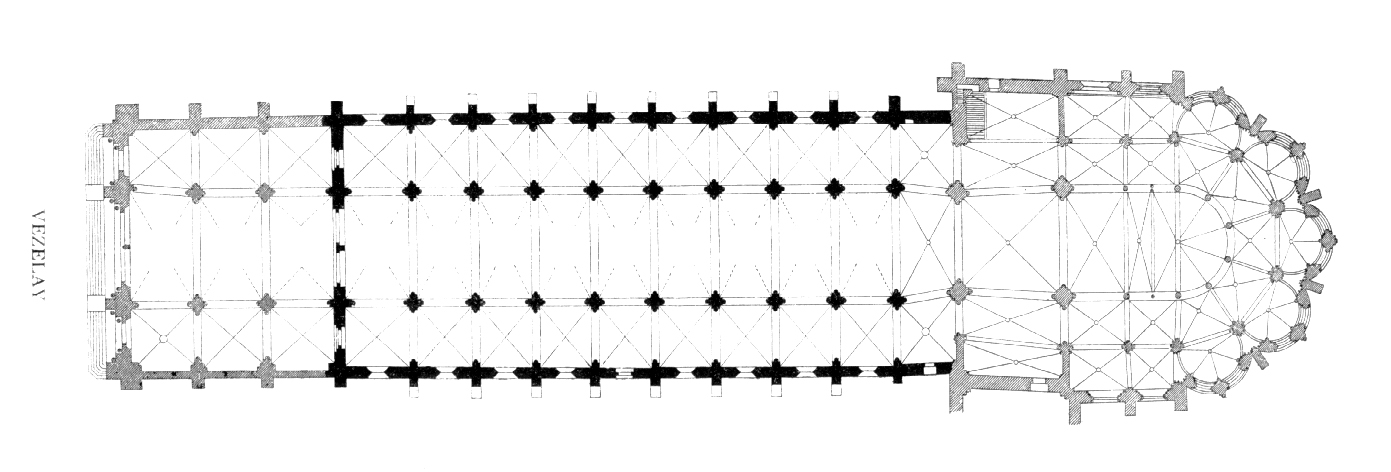
План готичної базиліки в Везеле.

### Друковані твори
- «Майстерність бомбардування»
- «Новий засіб фортифікації міст»
- «Рішення чотирьох головних завдань в архітектурі»
- «Курс архітектури»